# New Orleans Jazz Band of Cologne

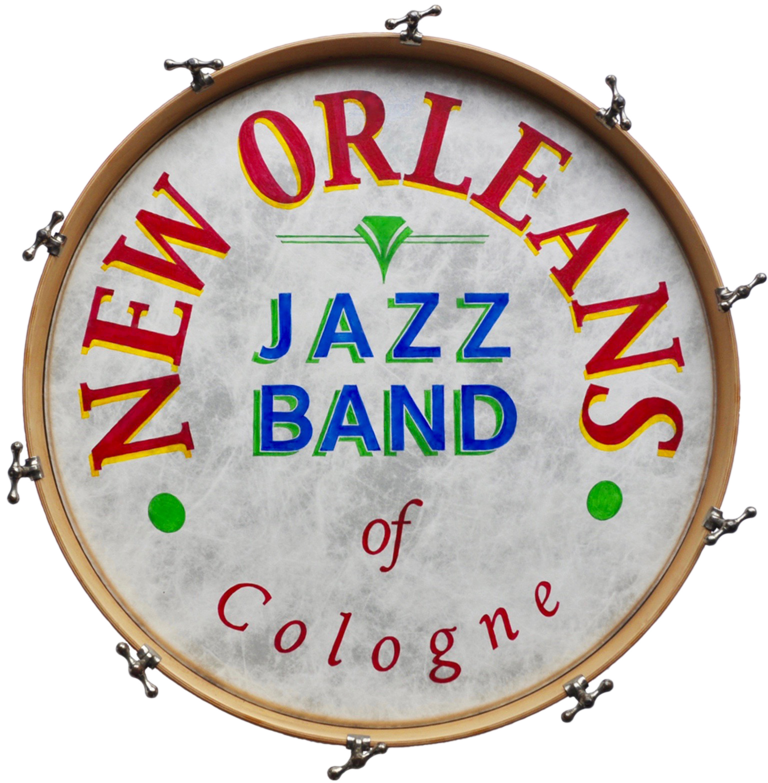
New Orleans Jazz Band of Cologne - Logo

Die New Orleans Jazz Band of Cologne (ehemals Maryland Jazz Band of Cologne) ist eine 1959 von den Gebrüdern Peter Colditz (Klarinette) und Rüdiger Colditz (Kornett) als Schülergruppe gegründete Band des Traditional Jazz im New-Orleans-Stil. Sie bestand bis 1967 und gründete sich dann 1975 mit den ursprünglichen Mitgliedern in Kerpen neu. Von diesem Zeitpunkt an übernahm Gerhard „Doggy“ Hund (1943–2015, Posaune) die Leitung und sorgte bis zu seinem Tod im Herbst 2015 für die musikalischen Aktivitäten der Gruppe. Gemäß dem Wunsch des verstorbenen Bandleaders Doggy Hund tritt die Band seit Anfang 2016 nicht mehr als Maryland Jazz Band of Cologne, sondern unter dem neuen Namen New Orleans Jazz Band of Cologne in (nicht nur durch die Neubesetzung der Posaune) leicht veränderter Besetzung auf.
Als eine der ältesten deutschen Bands im New-Orleans-Stil feierte die New Orleans Jazz Band of Cologne 2024 ihr 65-jähriges Bestehen.

## Aktivitäten und ehemalige Musiker der Band
Als Maryland Jazz Band of Cologne reiste die Band, meist zur Osterzeit, von 1996 bis 2014 alle zwei Jahre mit einer Gruppe von Fans und Freunden nach New Orleans, wo die Bandmitglieder 1994 auch zu Ehrenbürgern der Stadt ernannt wurden.
Nicht nur während dieser Reisen spielte die Maryland Jazz Band sowohl auf dem French Quarter Festival als auch auf dem weltweit renommierten New Orleans Jazz & Heritage Festival (2001).
Jazzmusiker aus New Orleans wurden zu den jedes Jahr im Herbst stattfindenden Herbsttouren nach Deutschland eingeladen. Im Laufe der Jahre waren so bis heute zu Gast:
Ken Colyer (Trompete), Louis Nelson (Posaune), Alton Purnell (Klavier), Thomas Jefferson (Trompete), Wallace Davenport (Trompete), Father Al Lewis (Banjo), Chester Zardis (Kontrabass), Kid Thomas Valentine (Trompete), Freddie Kohlman (Schlagzeug und Gesang), Harold „Duke“ Dejan (Altsaxophon), Sylvia Kuumba Williams (Gesang), Alvin Alcorn (Trompete), Percy Humphrey (Trompete), Sing Miller (Klavier und Gesang), Sam Lee (Tenorsaxophon), Bob French (Schlagzeug), Frank Fields (Kontrabass), Sadie Goodson (Klavier und Gesang), Frog Joseph (Posaune), Willie Humphrey (Klarinette), Ernie Elly (Schlagzeug), Ralph Johnson (Tenorsaxophon), Placide Adams (Bass und Gesang), Walter Lewis (Klavier und Gesang), Dave Bartholomew (Trompete und Gesang), Juanita Brooks (Gesang), Joe Muranyi (Klarinette), Don Vappie (Banjo, Gitarre, Kontrabass und Gesang), Herb Hardesty (Tenorsaxophon), Evan Christopher (Klarinette und Saxophon), Lucien Barbarin (Posaune), Lillian Boutté (Gesang), Shannon Powell (Schlagzeug und Gesang), Charlie Gabriel (Klarinette und Tenorsaxophon), Wendell Brunious (Trompete), Mark Brooks (Kontrabass und Gesang), Leroy Jones (Trompete und Gesang), Topsy Chapman (Gesang), Gerald French (Schlagzeug), Dr. Michael White (Klarinette), Craig Klein (Posaune), Tricia Boutté (Gesang) und Sammy Rimington (Klarinette/Saxophon).
Jahrzehntelang veranstaltete die Band unter der Leitung von Gerhard „Doggy“ Hund die Internationale Jazznacht in Kerpen, außerdem trat die Band vielfach im europäischen Ausland auf, meist bei Festivals wie JazzAscona in Ascona oder „Jazz Davos Klosters“ in Davos.
Auf Wunsch von Gerhard „Doggy“ Hund führte die Band den Namen Maryland Jazz Band of Cologne nach seinem Tod 2015 nicht mehr weiter und tritt nun unter dem Namen New Orleans Jazz Band of Cologne auf.
Seit März 2016 führt Bruno Van Acoleyen die New Orleans Jazz Band of Cologne. Matthias Seuffert und Paul Brandes gehören seit 2023, Bart Brouwer seit 2015, Reinhard Küpper seit 1996, Georg „Schroeder“ Derks seit 1995 und Hans-Martin „Büli“ Schöning seit 1982 zur Band (Besetzung s. Infokasten). Ehemalige Mitglieder sind unter anderem Franz Brittinger (Klarinette), Joris de Cock (Trompete), Benny Daniels (Bass, † 2023), John Defferary (Klarinette), Klaus-Dieter George (Klarinette), Rolf Maier (Klarinette), Frank Nowak (Trompete), Torsten Plagenz (Klarinette und Saxophon), Dolf Robertus (Klarinette/Saxophon), Rowan Smith (Klavier), Peter Wechlin (Schlagzeug) und Jan Wouters (Trompete).

## Unterstützung von Musikern in New Orleans
2005, nach der Hurrikankatastrophe Katrina hat die Maryland Jazz Band durch Benefizkonzerte ca. 25.000 Euro gesammelt und damit persönlich befreundeten Musikern in der größten Not geholfen. Dies hat die persönlichen Kontakte zwischen der Band und New Orleans noch verstärkt. Die Band darf während ihrer Aufenthalte in New Orleans regelmäßig offiziell ein Konzert in der Preservation Hall geben. Während der Konzerte in New Orleans spielen einheimische Musiker in der Band mit.
2006 und 2008 spielte die Maryland Jazz Band in New Orleans im Howlin' Wolf und in Abita Springs in der Old Opry bei zwei Großveranstaltungen mit: „Rent Parties“ – zum Finanzieren von Hilfsprojekten zugunsten der Katrina-Opfer spielte die Band zusammen mit national und international bekannten Musikern aus New Orleans. 2006 wurde die Band in den Morning News von Channel 4 vorgestellt.

## Musik auf Tonträgern
Ein Dutzend Langspielplatten und viele CDs sowie eine DVD, aufgenommen beim Festival JazzAscona, dokumentieren die intensive Arbeit des Ensembles:
- Streets of the City (1979)
- Maryland Jazzband Featuring Louis Nelson & Jon Marks: On Tour
- Jazz in Schloß Gracht feat. Percy Humphrey (1987)
- Maryland Jazz Band of Cologne at the „Streckstrump“ feat. Sing Miller & Sam Lee (1988)
- Willie Humphrey Meets his Friends in Germany (1990)
- A Kiss to Build a Dream On feat. Willie Humphrey (1992)
- Jazz in Schloß Gracht II – „Wrap Your Troubles in Dreams“ (1993, feat. Papa Don Vappie & Ernie Elly)
- Walking to New Orleans feat. Dave Bartholomew (1994)[6]
- New Orleans „Yea Yea“ Breakdown feat. Dave Bartholomew (1995)
- Christmas Time in New Orleans feat. Papa Don Vappie & Ernie Elly (1995)
- I’ll be Loving You, Always feat. Ralph Johnson & Placide Adams (1996)
- Smiles feat. Walter Lewis (1997)
- Que Pasa, Amigo (2001)
- Live at the Palm Court Jazz Café feat. Evan Christopher (2004)
- Maryland Jazz Band Goes to the Movies feat. Thomas L’Etienne, Ad van Beerendonk & Elaine McKeown (2005)
- to: MARYLAND Jazz Band - special requests (2006)
- Live at JazzAscona 2007 (DVD, 2007)
- … Happy ho ho ho to You … (2008)
- Let’s All Go Down to New Orleans feat. Lillian Boutté (2008)
- Doggy Hund & the Maryland Jazz Band of Cologne 1959–2009 (Doppel-CD zum 50-jährigen Jubiläum 2009)
- Everyday I Have the Blues feat. Big Al Carson (2012)
- Jazz for the Heart feat. Gerald French (2013)
- Live at 19. Dixieland Jubilee Ludwigsburg (2015)
- Shake that Thing feat. Tricia Boutté (2017)
- Santa Claus is Coming to Town (Live at Schlosskirche Bad Homburg, 2018)
- Song of New Orleans (2019, 60 Years Anniversary Album)